# Sonata de otoño
Sonata de otoño é uma telenovela mexicana, produzida pela Televisa e exibida em 1966 pelo Telesistema Mexicano.

## Elenco
- Prudencia Grifell
- Carlos Navarro
- Maruja Grifell
- Angelines Fernández